# Carl Panzram
Carl Panzram (ur. 28 czerwca 1891 w East Grand Forks, zm. 5 września 1930 w Leavenworth) – amerykański seryjny morderca, gwałciciel, podpalacz i włamywacz.
Znany ze swojej spowiedzi przed swoim jedynym przyjacielem – strażnikiem więziennym Henrym Lesserem. Przyznał się, w bardzo obrazowy sposób, do 22 morderstw i 1000 gwałtów na mężczyznach. Używał takich pseudonimów, jak: „Carl Baldwin”, „Jack Allen” i „Jefferson Baldwin” w Oregonie; „Jeff Davis” w Idaho i Montanie; „Jefferson Davis” w Kalifornii i Montanie; „Jeff Rhodes” w Montanie; „John King” i „John O’Leary” w Nowym Jorku.

## Życiorys
Urodzony w Minnesocie syn pruskich imigrantów, Johanna i Matildy Panzramów, wychowywał się na farmie. Jako nastolatek był alkoholikiem, miał też wielokrotnie problemy z prawem, głównie z powodu włamań i kradzieży. W wieku 14 lat uciekł z domu. Twierdził, że został zbiorowo zgwałcony przez grupę włóczęgów.
Jako dorosły, Panzram był wielokrotnie aresztowany za kradzieże. Podczas pobytu w zamknięciu wpadał w kłopoty za ataki na strażników i nieprzestrzeganie ich poleceń. Ci w odwecie bili go i poddawali innym karom. Krótko po zaciągnięciu się do armii w 1907 roku Panzram odbył karę więzienia w Forcie Leavenworth w latach 1908–1910 za kradzież. W sierpniu 1920 r. Panzram włamał się do domu Williama Tafta, byłego prezydenta USA i ówczesnego Prezesa Sądu Najwyższego i ukradł biżuterię i broń, m.in. Colta M1911, którego później użył w kilku morderstwach.
W swojej autobiografii Panzram nazwał siebie „uosobionym gniewem”, a okradzionych mężczyzn często gwałcił niekoniecznie dlatego, że był homoseksualistą – był to jego sposób na zdominowanie i poniżenie ludzi. Był bardzo silny fizycznie, co pomagało mu obezwładnić większość napotkanych mężczyzn.
Był również zaangażowany w akty wandalizmu i podpalenia, w pewnym momencie rozważał plan zatopienia brytyjskiego okrętu wojennego zadokowanego w porcie w Nowym Jorku w celu sprowokowania wybuchu wojny pomiędzy Wielką Brytanią a Stanami Zjednoczonymi.
Jak sam przyznał, jednym z kilku okresów, kiedy nie dopuszczał się zbrodni, był czas w którym był łamistrajkiem przeciwko pracownikom związkowym. Kiedy indziej próbował zaciągnąć się jako steward na statek Armii Stanów Zjednoczonych, jednak został zwolniony, kiedy zgłosił się do pracy będąc odurzonym.
Odbywał kary w więzieniach w: Kalifornii, Teksasie, Montanie – numer więźnia: 3194, Oregonie – nr więźnia: 7390, Connecticut, Sing Sing w Nowym Jorku – nr 75182, Zakładzie Karnym Clintona w Nowym Jorku – nr 33379 i Leavenworth w Kansas – nr 31614.

## Historia zbrodni

### Wczesne zbrodnie
1 czerwca 1915 Panzram włamał się do domu w Astorii w stanie Oregon i został złapany niedługo potem, gdy próbował sprzedać skradzione przedmioty. Został za to skazany na siedem lat pozbawienia wolności w Stanowym Zakładzie Karnym w Salem w Oregonie, gdzie trafił 24 czerwca. Jako więzień nr 7390 znajdował się pod nadzorem szorstkiego inspektora Harry'ego Minto, który jako środki dyscyplinarne stosował m.in. bicie i izolację. Panzram oświadczył później iż wtedy poprzysiągł, że nigdy nie odsiedzi tych siedmiu lat i rzucił wyzwanie inspektorowi i wszystkim jego oficerom, by go do tego zmusili.
Podczas osadzenia Panzram był kilkukrotnie karany (m.in. sześćdziesięciojednodniowym pobytem w izolatce) aż do jego ucieczki 18 września 1917. Zanim to nastąpiło, pomógł w ucieczce Otto Hookerowi. Ten, unikając złapania, zastrzelił Minto. Jako uciekinier, Panzram wziął udział w dwóch strzelaninach, po czym trafił ponownie do więzienia, z którego 12 maja 1918 uciekł, przepiłowawszy kraty. Tym razem nie dał się złapać – dostał się do pociągu towarowego, zmierzającego na wschód. Zmienił nazwisko na „John O’Leary” i zgolił wąsy.

### Mordercze szaleństwo
Pierwsze morderstwa Panzrama miały miejsce w 1920 roku w Nowym Jorku. Zwabił marynarzy z dala od barów, upił ich i zgwałcił, po czym zastrzelił z Colta.45, a zwłoki wrzucił do rzeki. W sumie przyznał się do zabicia dziesięciu. Zatrzymało go rozbicie się, w pobliżu Atlantic City w New Jersey, statku na którym się znajdował. Jego ostatnie dwie potencjalne ofiary uciekły w nieznanym kierunku. Panzram udał się wtedy do Luandy w Angoli, gdzie zgwałcił i zabił jedenasto- lub dwunastoletniego chłopca. Przyznał się też do wynajęcia łodzi wiosłowej, zastrzelenia wioślarzy i rzucenia ich na pożarcie krokodylom.
Przyznał się też, że wróciwszy do Ameryki zastrzelił mężczyznę, próbującego go obrabować. Twierdził też, że w 1922 zgwałcił i zabił dwóch małych chłopców – jednego z nich pobił na śmierć kamieniem 18 lipca w Salem (Massachusetts), drugiego udusił w New Haven. Po jego ostatnim aresztowaniu w 1928 przyznał się do morderstwa podczas włamań do domów pomiędzy Baltimore a Waszyngtonem i dwóch kolejnych w Filadelfii w 1923 i 1928. Cztery z tych ostatnich sześciu mordów zostały potwierdzone. Włączając śmierć strażnika więziennego w Oregonie, Panzram był przed 1920 powiązany z co najmniej jednym morderstwem, jako pomocnik przed popełnieniem czynu.

### Areszt i wyrok
W 1928 Panzram został aresztowany za włamanie i trzymany w Waszyngtonie. W czasie przesłuchania i odsiadki dobrowolnie przyznał się do zabicia dwóch chłopców. W tym czasie zaprzyjaźnił się z młodym strażnikiem, Henrym Lesserem, który dał mu materiały piśmienne, dzięki czemu Panzram napisał swoją autobiografię, w której zawarł dokładne opisy swoich zbrodni i nihilistycznej filozofii. W świetle swojego rozległego rejestru kryminalnego został skazany na 25 lat pozbawienia wolności w Więzieniu Federalnym w Leavenworth.
20 czerwca 1929 pobił na śmierć żelaznym prętem Roberta Warnke, brygadzistę więziennej pralni, za co został skazany na śmierć. Odmówił apelacji, grożąc nawet zabiciem członków stowarzyszeń obrony praw człowieka, którzy próbowali działać w jego imieniu.
Carl Panzram został powieszony 5 września 1930. Pochowany jest na cmentarzu więziennym w Leavenworth (rząd 6, grób 24).

## Killer: A Journal of Murder
Henry Lesser przez czterdzieści lat naciskał na opublikowanie manuskryptu. W 1970 w końcu został on wydany pod tytułem „Killer: A Journal of Murder”. Ostatnie wydanie opublikowane zostało w 2002. Film o tym samym tytule z 1996 był oparty na ostatnich latach życia Panzrama. Tytułową rolę zagrał James Woods. Lesser przekazał manuskrypt do Uniwersytetu Stanowego w San Diego w 1980.